# Мельник Микола Васильович
Мико́ла Васи́льович Ме́льник (16 грудня 1982 — 11 лютого 2015) — український військовик, солдат 44-ї окремої артилерійської бригади Збройних сил України.

## Короткий життєпис
Працював механізатором, слюсарем, їздив з братом до Києва на заробітки.
У часі війни — номер обслуги, 44-а окрема артилерійська бригада.
11 лютого 2015 р. загинув від осколкового поранення у голову — під час обстрілу терористами побіля Дзержинська (тепер Торецьк, Донецька область).
Вдома лишилися батьки та троє братів. Похований в Цибулівці. Помер нежонатим, на похорон спекли два короваї, від райцентру до Цибулівки люди стояли живим коридором та клячали на колінах.

## Нагороди
За особисту мужність і героїзм, виявлені у захисті державного суверенітету та територіальної цілісності України, вірність військовій присязі під час російсько-української війни, відзначений — нагороджений
- 27 червня 2015 року — орденом «За мужність» III ступеня.